# Papa Constantin
Papa Constantin (n. secolul al VII-lea d.Hr., Syria⁠(d) – d. 9 aprilie 715 d.Hr., Roma, Imperiul Roman de Răsărit) a fost  Papă al Romei în perioada 25 martie 708 - 9 aprilie 715. Papa Constantin s-a născut în Siria, iar tatăl se numea Ioan. În anul 711 Papa Constantin a fost primit la Nicomedia  (azi Izmit, Turcia) de împăratul Iustinian II, ceea ce era un semn de reconciliere după Conciliul de la Trullan unde au fost adoptate 102 canoane care accentuau diferențele dintre Roma și Constantinopol. Reconcilierea cu Papa Constantin a dus la revolta populației și a armatei împotriva lui Iustinian al II-lea și la asasinarea sa.     